# L'Uscoque
L'Uscoque est une nouvelle historique de l'écrivaine française George Sand parue dans La Revue des deux Mondes en 1838. Son intrigue a pour personnage un Uscoque, un des pirates dalmates qui sillonnaient l'Adriatique au XVIIe siècle.

## Conception du récit
Dans une notice ajoutée en tête de la nouvelle à l'occasion d'une réédition en 1853, George Sand explique avoir écrit cette nouvelle dans son domaine de Nohant pendant l'hiver 1837-1838.

## Résumé
Le récit-cadre est formé par une conversation entre trois personnages : Lélio, Beppa et le Turc Asseim Zuzuf. Ce dernier dit avoir connu le poète lord Byron et lui avoir raconté l'histoire de l'Uscoque, que Byron a déformée en écrivant ses poèmes, principalement Le Corsaire. Pressé par Lélio et Beppa de leur expliquer ce qu'est un Uscoque, Asseim Zuzuf leur en donne la définition en quelques mots, et insiste sur le fait qu'un véritable Uscoque est beaucoup plus dangereux que l'aimable corsaire décrit par Byron. Intrigué, son auditoire lui demande plus de détails et Zuzuf raconte l'histoire de l'Uscoque.

## Histoire éditoriale
L'Uscoque paraît en feuilleton en quatre livraisons dans La Revue des deux Mondes en 1838. En 1854, la nouvelle connaît une réédition illustrée par Maurice Sand et précédée d'une Notice de l'auteure dans le tome 7 des Œuvres illustrées de George Sand qui paraissent à Paris chez l'éditeur Jules Hetzel entre 1852 et 1856,.
Le roman est réédité en 2008 à Clermont-Ferrand aux éditions Paleo. Une édition savante, avec introduction et apparat critique par  Marianne Lorenzi, paraît chez Honoré Champion en 2017, dans le cadre d'une édition des œuvres complètes de Sand dirigées par Béatrice Didier.

## Accueil critique
Gustave Flaubert lit L'Uscoque en septembre 1838 et semble l'avoir assez apprécié pour le recommander dans une lettre à son ami Ernest Chevalier : « J'ai lu récemment L'Uscoque de G. Sand ; tâche de te procurer ce roman et tu verras que cet Uscoque est un homme qui mérite ton estime. » L'écrivain russe Fiodor Dostoïevski est adolescent au moment où il lit le récit : « J'avais, je crois, seize ans quand je lus pour la première fois sa nouvelle LUscoque, une des plus ravissantes œuvres de ses débuts. Je me souviens que j'en fus enfiévré toute la nuit. »
Vers 1840-1842, l'Église catholique considère L'Uscoque comme une lecture pernicieuse et le met à l'Index.

### Éditions
- George Sand, Marianne Lorenzi et Béatrice Didier (dir.), Œuvres complètes. 1839. L'Uscoque, vol. 164 (édition critique par Marianne Lorenzi), Paris, Honoré Champion, coll. « Textes de littérature moderne et contemporaine », 2017, 272 p. (ISBN 978-2-7453-2664-5).

### Articles universitaires
- Philippe Boutry, « Papauté et culture au XIXe siècle. Magistère, orthodoxie, tradition », Revue d'histoire du XIXe siècle, n°28, 2004, mis en ligne le 19 juin 2005. DOI 10.4000/rh19.615 [lire en ligne]
- « L’Uscoque de George Sand : les réécritures vénitiennes d’un pirate ionien du xvie siècle », Cahiers d’études italiennes, no 21,‎ 2015, p. 197-207 (lire en ligne, consulté le 11 août 2017).
- N. Mozet, « Lord Byron et George Sand : Le Corsaire, Lara, et L’Uscoque », dans J. Glasgow (éd.), George Sand : Collected Essays, New York, Whitston Publishing Company, 1985, p. 53-68.
- Valentina Ponzetto, « En marge de Byron avec les pirates : L’Uscoque », dans Pascale Auraix-Jonchière, Simone Bernard-Griffiths et Marie-Cécile Levet (dir.), La Marginalité dans l’œuvre de George Sand, Clermont-Ferrand, Presses Universitaires Blaise-Pascal, 2012 (EAN 9782845165946), p. 279-291.
- N. Trapeznikova, « Les motifs byroniens dans l’Uscoque », résence de George Sand, nos 31-32 « La Russie et George Sand »,‎ mars 1988.
- Jacinta Wright, « « S’habiller du vêtement du maître » : George Sand et le travesti intertextuel », dans Collectif, George Sand : Pratiques et imaginaires de l'écriture, Caen, Presses universitaires de Caen, 2006 (ISBN 9782841338023, lire en ligne).